# Столкновения в Нагорном Карабахе (25 февраля 2017)
Столкновения в Нагорном Карабахе (25 февраля 2017) — ряд локальных боестолкновений на линии соприкосновения вооружённых сил непризнанной Нагорно-Карабахской Республики (НКР) и Азербайджана, происходивших одновременно на двух — юго-восточном и восточном направлениях Нагорного Карабаха. В результате столкновения линия соприкосновения не изменилась, тела пяти азербайджанских солдат оставались на нейтральной территории между азербайджанскими и армянскими позициями, пока не были эвакуированы через 2 дня при участии Красного креста и ОБСЕ.

## Предыстория
В конце 1980-х годов, в регионе вспыхнул карабахский конфликт, вылившийся в полномасштабную войну, между армянским населением Нагорного Карабаха, поддерживаемого Арменией, с одной стороны, и Азербайджаном, с другой. После нескольких лет кровопролитных боев, 12 мая 1994 года представители Азербайджана, Армении и НКР подписали соглашение о перемирии.
За прошедшие с момента окончания активных боевых действий годы, Азербайджан и Армения активно закупали вооружение и боевую технику, преимущественно у России. По данным на 2014 год, опубликованным на сайте ЦРУ, Азербайджан тратил на военные нужды 5,1 % ВВП, Армения — 4,29 %. За все это время перемирие неоднократно нарушалось обеими сторонами
При этом, как отмечает специалист по Кавказу Томас де Ваал, традиционно стороной, которая больше всего нарушает режим прекращение огня, является азербайджанская сторона, которой не нравится установившийся статус-кво. Поэтому у них больше причин для нарушения договоренностей о прекращении огня.

## Хронология
Министерство обороны Нагорно-Карабахской Республики заявило о боестолкновениях с подразделениями вооруженных сил Азербайджана, в результате которых противник понес потери убитыми и ранеными. Согласно ведомству, в ночь на 25 февраля на юго-восточном (Мартуни) и восточном (Агдам) направлении азербайджанские формирования, применив специальную технику для разминирования и спецсредства, предприняли попытку нападения. В заявлении также говорится, что с помощью приборов наблюдения передовые подразделения Армии обороны Нагорного-Карабаха, своевременно выявили продвижения азербайджанских подразделений по обоим направлениям, и, нанеся противнику урон, отбросили их назад. В результате ответных действий АО НКР, противник понес потери убитыми и ранеными, оставив несколько тел на нейтральной территории отступил на исходные позиции. У карабахской стороны потерь и раненых нет.
В свою очередь, говоря о боестолкновениях Минобороны Азербайджана, заявив о потерях, обвинило армянскую сторону в нападении. В заявлении ведомства говорится, что армянские войска пытались проникнуть на азербайджанскую территорию и занять выгодные позиции в направлениях Ходжавенд-Физули. Согласно тому озвученному заявлению, ВС Азербайджана ведя оборонительные бои, заранее выявив действия армянских вооруженных сил, предотвратили проникновение в глубь обороны, после чего заставили нападавших отступить с потерями. В ответ на обвинение Азербайджана, в пресс-службе МО Нагорного-Карабаха сообщили, что азербайджанская сторона, перекладывая вину на ВС НКР, предпринимает попытки исказить события минувшей ночи. Согласно карабахскому военному ведомству доказательством того, что нападение осуществила азербайджанская сторона, являются трупы азербайджанских солдат оставленные при отступлении на нейтральной территории близ армянских позиций. Министерство обороны Армении, назвав версию азербайджанской стороны очередной дезинформацией, призвала Азербайджан воздерживаться от действий, направленных на дальнейшее ухудшение ситуации. Пресс-секретарь Минобороны Армении Арцрун Ованнисян выложил в сеть видеозапись нападения сделанную камерами наблюдения.

## Судьба тел азербайджанских военнослужащих
После окончания боевых действий выяснилось, что на нейтральной территории между азербайджанскими и армянскими позициями остались тела пяти азербайджанских военнослужащих. Среди них начальник разведки 181-й бригады вооруженных сил Азербайджана майор Агшин Абдуллаев и командир разведроты старший лейтенант Шахлар Назаров. 27 февраля, по договоренности между Баку и Степанакертом, достигнутой при посредничестве личного представителя действующего председателя ОБСЕ, при участии представителей Международного комитета Красного креста и ОБСЕ, тела азербайджанских солдат были вынесены из нейтральной зоны.

## Распространение информации в Азербайджане
1 марта Генпрокуратура Азербайджана, установила что на интернет-сайте и YouTube — канале новостного портала «Azərbaycan 24» были размещены видеозаписи армянской стороны, на которых были запечатлены тела азербайджанских военнослужащих. В связи с этим, главный редактор Эльгюн Ибрагимов был вызван в Генеральную прокуратуру, где от него в соответствии с законом было потребовано прекратить распространять материалы, содержащие военную тайну. Ибрагимову было вынесено официальное предупреждение о том, что при публикации подобных материалов в будущем, в его отношении будут предприняты более серьезные меры, предусмотренные законодательством.